# Libris Geschiedenis Prijs
De Libris Geschiedenis Prijs (eerdere namen Grote Geschiedenis Prijs en Historisch Nieuwsblad/Volkskrantprijs) bekroont jaarlijks geschiedenisboeken die oorspronkelijk zijn geschreven in het Nederlands, die een algemeen publiek aanspreken. Originaliteit, leesbaarheid en historische degelijkheid zijn de belangrijkste criteria.

## Achtergrond
De prijs is een initiatief van het Historisch Nieuwsblad, Libris, het Nederlands Openluchtmuseum, het Rijksmuseum, de NPS/VPRO en de Volkskrant.
De prijs werd ingesteld in 2007 en wordt sinds 2010 jaarlijks uitgereikt door Libris, een samenwerkingsverband van onafhankelijke Nederlandse boekverkopers dat ook de Libris Literatuur Prijs uitreikt. De winnaar ontvangt € 20.000. De prijsuitreiking is onderdeel van de 'Maand van de Geschiedenis' en wordt eind oktober uitgereikt. Uit de inzendingen wordt een longlist van tien boeken geselecteerd. Hieruit wordt een shortlist van vijf boeken gekozen. De auteur van een boek dat de shortlist bereikt ontvangt € 1.500.
Auteurs op de shortlist krijgen extra aandacht in de Libris-boekwinkels. De selectie van de jury wordt besproken en bekritiseerd in de Nederlandse media. Uit de shortlist wordt vervolgens door de jury de winnaar gekozen. De prijs wordt gezien als de grootste non-fictie boekenprijs en meest prestigieuze geschiedenisprijs van Nederland.

## Winnaars
| Jaar | Land               | Titel                                                                                       | Auteur                 | ISBN code     | ISBN ebook    |
| ---- | ------------------ | ------------------------------------------------------------------------------------------- | ---------------------- | ------------- | ------------- |
| 2024 | Vlag van Nederland | Het kleedje voor Hitler                                                                     | Bas von Benda-Beckmann | 9789021469072 | 9789021469089 |
| 2023 | Vlag van Nederland | De Zanzibardriehoek: Een slavernijgeschiedenis 1860-1920                                    | Martin Bossenbroek     | 9789025313746 | 9789025313739 |
| 2022 | Vlag van Nederland | De zwijger: Het leven van Willem van Oranje                                                 | René van Stipriaan     | 9789021402758 | 9789021402765 |
| 2021 | Vlag van Nederland | Erasmus. Dwarsdenker. Een biografie                                                         | Sandra Langereis       | 9789403116723 | 9789403127118 |
| 2020 | Vlag van Nederland | Liever dier dan mens                                                                        | Pieter van Os          | 9789044636710 | 9789044636703 |
| 2019 | Vlag van Nederland | Dichter in de jungle. John Gabriel Stedman, 1744-1797                                       | Roelof van Gelder      | 9789045041582 | 9789045032733 |
| 2018 | Vlag van Nederland | Nobel streven. Het onwaarschijnlijke maar waargebeurde verhaal van ridder Jan van Brederode | Frits van Oostrom      | 9789044634679 | 9789044640410 |
| 2017 | Vlag van Nederland | Selma. Aan Hitler ontsnapt. Gevangene van Mao                                               | Carolijn Visser        | 9789045036205 | 9789045024455 |
| 2016 | Vlag van België    | Cécile en Elsa, strijdbare freules                                                          | Elisabeth Leijnse      | 9789044537918 | 9789044529067 |
| 2015 | Vlag van Nederland | De Stamhouder. Een familiekroniek                                                           | Alexander Münninghoff  | 9789035142268 | 9789035142275 |
| 2014 | Vlag van Nederland | Koning Willem III 1817-1890                                                                 | Dik van der Meulen     | 9789461051868 | 9789461274847 |
| 2013 | Vlag van Nederland | De boerenoorlog                                                                             | Martin Bossenbroek     | 9789025319199 | 9789025369941 |
| 2012 | Vlag van Nederland | Wij weten niets van hun lot. Gewone Nederlanders en de Holocaust                            | Bart van der Boom      | 9789024449446 | 9789024451593 |
| 2011 | Vlag van Nederland | Kameraad Baron                                                                              | Jaap Scholten          | 9789046705698 | 9789025438272 |
| 2010 | Vlag van België    | Congo: een geschiedenis                                                                     | David Van Reybrouck    | 9789403128337 | 9789023456391 |
| 2009 | Vlag van Nederland | Weest manlijk, zijt sterk. Pim Boellaard (1903-2001). Het leven van een verzetsheld         | Jolande Withuis        | 9789023459422 | 9789023450153 |
| 2008 | Vlag van Nederland | Gevaarlijke kennis. Inzicht en angst in de dagen van Jan Swammerdam                         | Luuc Kooijmans         | 9789035132504 | 9789035132504 |
| 2007 | Vlag van Nederland | Een nieuwe wereld. Het ontstaan van het moderne Nederland                                   | Auke van der Woud      | 9789035145320 | -             |

## Shortlist Nominaties
| Jaar | Land               | Titel | Auteur                        | ISBN code     | ISBN ebook    |
| ---- | ------------------ | --- | ----------------------------- | ------------- | ------------- |
| 2023 | Vlag van Nederland | De macht van het verleden: Geschiedenis als politiek wapen                                                     | Ivo van Wijdeven              | 9789000374205 | 9789000374212 |
| 2023 | Vlag van Nederland | Hoog Spel: De politieke biografie van Shell                                                                    | Marcel Metze                  | 9789463822695 | 9789463823043 |
| 2023 | Vlag van Nederland | Etty Hillesum: Het verhaal van haar leven                                                                      | Judith Koelemeijer            | 9789463821742 | 9789463822541 |
| 2023 | Vlag van Nederland | De Chinezenmoord: Batavia en het bloedbad van 1740                                                             | Leonard Blussé                | 9789463821810 | 9789463822794 |
| 2023 | Vlag van Nederland | De Zanzibardriehoek: Een slavernijgeschiedenis 1860-1920                                                       | Martin Bossenbroek            | 9789025313746 | 9789025313739 |
| 2022 | Vlag van Nederland | De politiek van het kleinste kwaad                                                                             | Bart van der Boom             | 9789024444878 | 9789024445813 |
| 2022 | Vlag van Nederland | De Weimarrepubliek 1918-1933                                                                                   | Patrick Dassen                | 9789028213012 | 9789028210912 |
| 2022 | Vlag van Nederland | De strijd om Bali. Imperialisme, verzet en onafhankelijkheid 1846-1950                                         | Anne-Lot Hoek                 | 9789403152318 | 9789403159713 |
| 2022 | Vlag van Nederland | Het monsterschip                                                                                               | Luc Panhuysen                 | 9789045048437 | 9789045040721 |
| 2022 | Vlag van Nederland | De Zwijger | René van Stipriaan            | 9789021402758 | 9789021402765 |
| 2021 | Vlag van Nederland | Moederstad. Jakarta, een familiegeschiedenis                                                                   | Philip Dröge                  | 9789000365302 | 9789000365319 |
| 2021 | Vlag van Nederland | Willem Drees. Daadkracht en idealisme                                                                          | Jelle Gaemers                 | 9789024435487 | -             |
| 2021 | Vlag van Nederland | Denken is verrukkelijk. Het leven van Tatiana Afanassjewa en Paul Ehrenfest                                    | Margriet van der Heijden      | 9789403183404 | -             |
| 2021 | Vlag van België    | Revolusi. Indonesië en het ontstaan van de moderne wereld                                                      | David Van Reybrouck           | 9789403183404 | 9789403184401 |
| 2021 | Vlag van Nederland | Erasmus. Dwarsdenker. Een biografie                                                                            | Sandra Langereis              | 9789403120317 | 9789403127118 |
| 2020 | Vlag van Nederland | De hoeve en het hart. Een boerenfamilie in de Gouden Eeuw                                                      | Enny de Bruin                 | 9789044640618 | -             |
| 2020 | Vlag van Nederland | Missievaders. Een familiegeschiedenis van katholieke wereldverbeteraars                                        | Mar Oomen                     | 9789024435487 | 9789045032757 |
| 2020 | Vlag van Nederland | De kolonieman. Johannes van den Bosch 1780-1844. Volksverheffer in naam van de koning                          | Angelie Sens                  | 9789463823173 | 9789460039027 |
| 2020 | Vlag van Nederland | Eens ging de zee hier tekeer. Het verhaal van de Zuiderzee en haar kustbewoners                                | Eva Vriend                    | 9789045045306 | 9789045036328 |
| 2020 | Vlag van Nederland | Liever dier dan Mens                                                                                           | Pieter van Os                 | 9789044636710 | 9789044636703 |
| 2019 | Vlag van Nederland | De rechtvaardigen                                                                                              | Jan Brokken                   | 9789045038827 | -             |
| 2019 | Vlag van Nederland | Dichter in de Jingle                                                                                           | Roelof van Gelder             | 9789045041582 | 9789045032733 |
| 2019 | Vlag van België    | De Bourgondiërs                                                                                                | Bart Van Loo                  | 9789403139005 | 9789403145402 |
| 2019 | Vlag van Nederland | De eeuw van Gisèle                                                                                             | Annet Mooij                   | 9789403118505 | 9789403127804 |
| 2019 | Vlag van Nederland | De avant-gardisten                                                                                             | Sjeng Scheijen                | 9789044643954 | -             |
| 2018 | Vlag van Nederland | Thorbecke wil het. Biografie van een staatsman                                                                 | Remieg Aerts                  | 9789035139992 | -             |
| 2018 | Vlag van Nederland | Koloniale oorlogen in Indonesië. Vijf eeuwen verzet tegen vreemde overheersing                                 | Piet Hagen                    | 9789029507172 | -             |
| 2018 | Vlag van Nederland | Nobel streven. Het onwaarschijnlijke maar waargebeurde verhaal van ridder Jan van Brederode                    | Frits van Oostrom             | 9789044641035 | 9789044640410 |
| 2018 | Vlag van Nederland | De sigarenfabriek van Isay Rottenberg. De verborgen geschiedenis van een Joodse Amsterdammer in nazi-Duitsland | Hella en Sandra Rottenberg    | 9789045031026 | 9789045031033 |
| 2018 | Vlag van Nederland | De toren van de Gouden Eeuw. Een Hollandse strijd tussen gulden en God                                         | Gabri van Tussenbroek         | 9789044634785 | -             |
| 2017 | Vlag van Nederland | Fout in de oorlog. Nederland in tweestrijd, 1945-1989                                                          | Martin Bossenbroek            | 9789035136922 | -             |
| 2017 | Vlag van Nederland | Jacobs vlucht. Een familiesaga uit de Gouden Eeuw                                                              | Craig Harline                 | 9789460042997 | -             |
| 2017 | Vlag van Nederland | Het verboden boek. Mein Kampf en de aantrekkingskracht van het nazisme                                         | Ewoud Kieft                   | 9789046707265 | -             |
| 2017 | Vlag van Nederland | Oranje tegen de Zonnekoning. De strijd tussen Willem III en Lodewijk XIV om Europa                             | Luc Panhuysen                 | 9789045023298 | -             |
| 2017 | Vlag van Nederland | Selma. Aan Hitler ontsnapt. Gevangene van Mao                                                                  | Carolijn Visser               | 9789045024448 | -             |
| 2016 | Vlag van Nederland | De roofkoning. Prins Willem III en de invasie van Engeland                                                     | Machiel Bosman                | 9789025306038 | -             |
| 2016 | Vlag van Nederland | Moresnet. Opkomst en ondergang van een vergeten buurlandje                                                     | Philip Dröge                  | 9789049806590 | -             |
| 2016 | Vlag van Nederland | Cécile en Elsa, strijdbare freules                                                                             | Elisabeth Leijnse             | 9789044537918 | -             |
| 2016 | Vlag van Nederland | De vergeten bankencrisis                                                                                       | Lodewijk Petram               | 9789045027685 |               |
| 2016 | Vlag van Nederland | De Amerikaanse prinses                                                                                         | Annejet van der Zijl          | 9789021400730 | -             |
| 2015 | Vlag van Nederland | Gouden jaren                                                                                                   | Annegreet van Bergen          | 9789045033068 | -             |
| 2015 | Vlag van Nederland | Eigen meester, niemands knecht. Het leven van Pieter Sjoerds Gerbrandy                                         | Cees Fasseur                  | 9789460033360 | -             |
| 2015 | Vlag van Nederland | Oorlogsenthousiasme. Europa 1900-1918                                                                          | Ewoud Kieft                   | 9789023484349 | -             |
| 2015 | Vlag van Nederland | De stamhouder. Een familiekroniek                                                                              | Alexander Münninghoff         | 9789035142268 | 9789035142275 |
| 2015 | Vlag van Nederland | De schaduw van de grote broer                                                                                  | Laura Starink                 | 9789021400730 | -             |
| 2014 | Vlag van Nederland | De Velser affaire                                                                                              | Bas von Benda-Beckmann        | 9789461052841 | -             |
| 2014 | Vlag van Nederland | Willem Drees 1886-1988. De jaren 1948-1988. Premier en elder statesman                                         | Hans Daalder en Jelle Gaemers | 9789460037153 | -             |
| 2014 | Vlag van Nederland | De woordenaar. Christoffel Plantijn, 's werelds grootste drukker en uitgever (1520-1589)                       | Sandra Langereis              | 9789460033452 |               |
| 2014 | Vlag van Nederland | Koning Willem III                                                                                              | Dik van der Meulen            | 9789461051868 | -             |
| 2014 | Vlag van Nederland | Gerard Heineken                                                                                                | Annejet van der Zijl          | 9789021421667 | -             |
| 2013 | Vlag van Nederland | De Boerenoorlog                                                                                                | Martin Bossenbroek            | 9789025302429 | -             |
| 2013 | Vlag van Nederland | De vergelding. Een dorp in tijden van oorlog                                                                   | Jan Brokken                   | 9789045033679 | -             |
| 2013 | Vlag van Nederland | Naar het aards paradijs. Het rusteloze leven van Jacob Roggeveen, ontdekker van Paaseiland (1659-1729)         | Roelof van Gelder             | 9789460035739 | -             |
| 2013 | Vlag van Nederland | 1001 vrouwen uit de Nederlandse geschiedenis                                                                   | Els Kloek                     | 9789460041419 | -             |
| 2013 | Vlag van Nederland | Wereld in woorden. Geschiedenis van de Nederlandse literatuur 1300-1400                                        | Frits van Oostrom             | 9789035139398 | -             |
| 2012 | Vlag van Nederland | Wij weten niets van hun lot. Gewone Nederlanders en de Holocaust                                               | Bart van der Boom             | 9789024449446 | -             |
| 2012 | Vlag van Nederland | Moederkerk. De ondergang van rooms Nederland                                                                   | Jos Palm                      | 9789046704929 | -             |
| 2012 | Vlag van Nederland | De ontdekking van de Middeleeuwen. Geschiedenis van een illusie                                                | Peter Raedts                  | 9789028426863 | -             |
| 2012 | Vlag van Nederland | Ferdinand Domela Nieuwenhuis. Een romantische revolutionair                                                    | Jan Willem Stutje             | 9789056155247 | -             |
| 2012 | Vlag van Nederland | De man die nee zei. Charles de Gaulle, 1890-1970                                                               | Henk Wesseling]               | 9789035136601 | -             |
| 2011 | Vlag van Nederland | Het gevecht met Leviathan. Een verhaal over de politieke ordening in Europa, 1815-1965                         | Emiel Lamberts                | 9789035136366 | -             |
| 2011 | Vlag van Nederland | Generaal Spoor. Triomf en tragiek van een legercommandant                                                      | Jaap de Moor                  | 9789046704929 | -             |
| 2011 | Vlag van Nederland | Een Nederlander in de wildernis. De ontdekkingsreizen van Robert Jacob Gordon (1743 - 1795) in Zuid-Afrika     | Luc Panhuysen                 | 9789086890668 | -             |
| 2011 | Vlag van Nederland | Kameraad Baron. Een reis door de verdwijnende wereld van de Transsylvaanse aristocratie                        | Jaap Scholten                 | 9789025438654 | -             |
| 2011 | Vlag van Nederland | Koninkrijk vol sloppen. Achterbuurten en vuil in de negentiende eeuw                                           | Auke van der Woud]            | 9789044649086 | -             |
| 2010 | Vlag van Nederland | Vrouw des Huizes. Een cultuurgeschiedenis van de Hollandse huisvrouw                                           | Els Kloek                     | 9789460030116 | -             |
| 2010 | Vlag van België    | Congo: een geschiedenis                                                                                        | David Van Reybrouck           | 9789023458661 | -             |
| 2010 | Vlag van Nederland | De NSB. Ontstaan en opkomst van de Nationaal-Socialistische Beweging, 1931-1935                                | Robin te Slaa en Edwin Klijn  | 9789024443031 | 9789024445615 |
| 2010 | Vlag van Nederland | Het geheim van De Telegraaf. Geschiedenis van een krant                                                        | Marriëtte Wolf                | 9789085067658 | -             |
| 2010 | Vlag van Nederland | Bernhard. Een verborgen geschiedenis                                                                           | Annejet van der Zijl          | 9789021437644 | -             |
| 2009 | Vlag van Nederland | Juliana & Bernhard                                                                                             | Cees Fasseur                  | 9789050189552 | -             |
| 2009 | Vlag van Nederland | Rampjaar 1672. Hoe de Republiek aan de ondergang ontsnapte                                                     | Luc Panhuysen                 | 9789045048659 | -             |
| 2009 | Vlag van Nederland | Cornelis Kraijenhoff                                                                                           | Wilfried Uitterhoeve          | 9789460040429 | -             |
| 2009 | Vlag van Nederland | Joke Smit | Marja Vuijsje                 | 9789045014302 | -             |
| 2009 | Vlag van Nederland | Weest manlijk, zijt sterk. Pim Boellaard                                                                       | Jolande Withuis               | 9789023459422 | -             |
| 2008 | Vlag van Nederland | Elisabeth de Flines. Een onmogelijke liefde in de achttiende eeuw                                              | Machiel Bosman                | 9789025363628 | -             |
| 2008 | Vlag van Nederland | Jaap en Ischa Meijer. Een joodse geschiedenis, 1912-1956 (Deel 1)                                              | Evelien Gans                  | 9789035130388 | -             |
| 2008 | Vlag van Nederland | Het pauperparadijs. Een familiegeschiedenis                                                                    | Suzanna Jansen                | 9789463821902 | 9789460038372 |
| 2008 | Vlag van Nederland | Gevaarlijke kennis. Inzicht en angst in de dagen van Jan Swammerdam                                            | Luuc Kooijmans                | 9789031351046 | -             |
| 2008 | Vlag van Nederland | Jonkheer D. J. de Geer. De teloorgang van een minister-president                                               | Henk van Osch                 | 9789085064213 | -             |
| 2007 | Vlag van Nederland | Orde en trouw. Over Johan Huizinga                                                                             | Willem Otterspeer             | 9789023418320 | -             |
| 2007 | Vlag van Nederland | Geschiedenis van Amsterdam IV                                                                                  | Piet de Rooy                  | 9789058751409 | -             |
| 2007 | Vlag van Nederland | Van alle dingen los. Het leven van J.C. Bloem                                                                  | Bart Slijper                  | 9789029510202 | -             |
| 2007 | Vlag van Nederland | Frankrijk in oorlog                                                                                            | Henk Wesseling                | 9789035130616 | -             |
| 2007 | Vlag van Nederland | Een nieuwe wereld                                                                                              | Auke van der Woud             | 9789035145320 | -             |

## Jury
De jury van de Libris Geschiedenis Prijs kent een reeks vaste leden, de juryvoorzitter wisselt jaarlijks:
- 2024 Gerdi Verbeet
- 2023 Kathleen Ferrier (politica)
- 2022 Thom de Graaf
- 2021 Khadija Arib
- 2020 Hans de Boer (bestuurder)
- 2019 Sybrand van Haersma Buma
- 2018 Jeroen Dijsselbloem
- 2017 Lilianne Ploumen
- 2016 Henk van Os
- 2015 Wim Pijbes
- 2014 Heleen Dupuis
- 2013 Nout Wellink
- 2012 Pieter Broertjes
- 2011 Agnes Jongerius
- 2010 Paul Schnabel
- 2009 Frits Bolkestein
- 2008 Frits van Oostrom
- 2007 Jan Marijnissen

## Selectie foto's winnaars

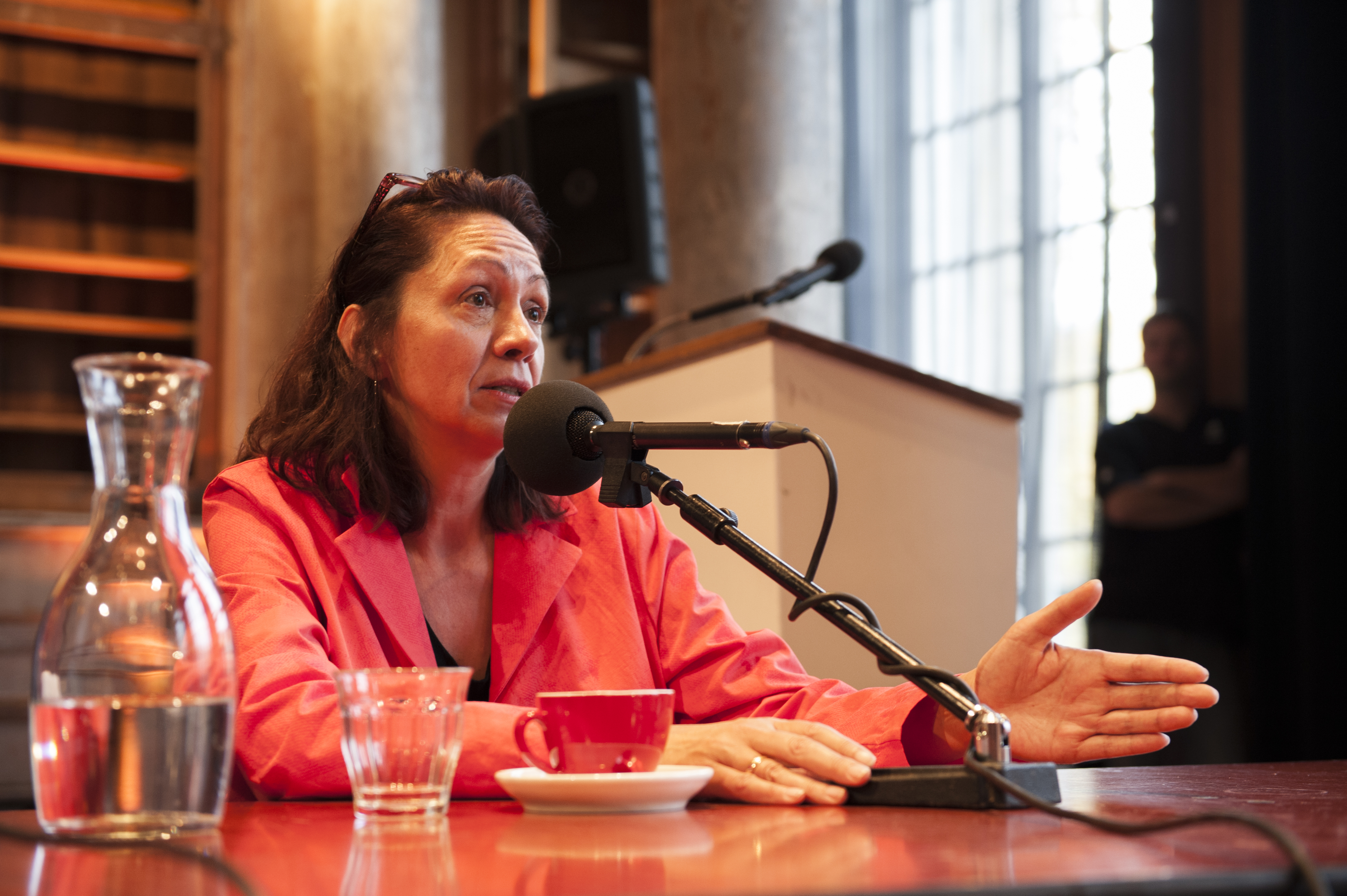
Leijnse -winnares 2016
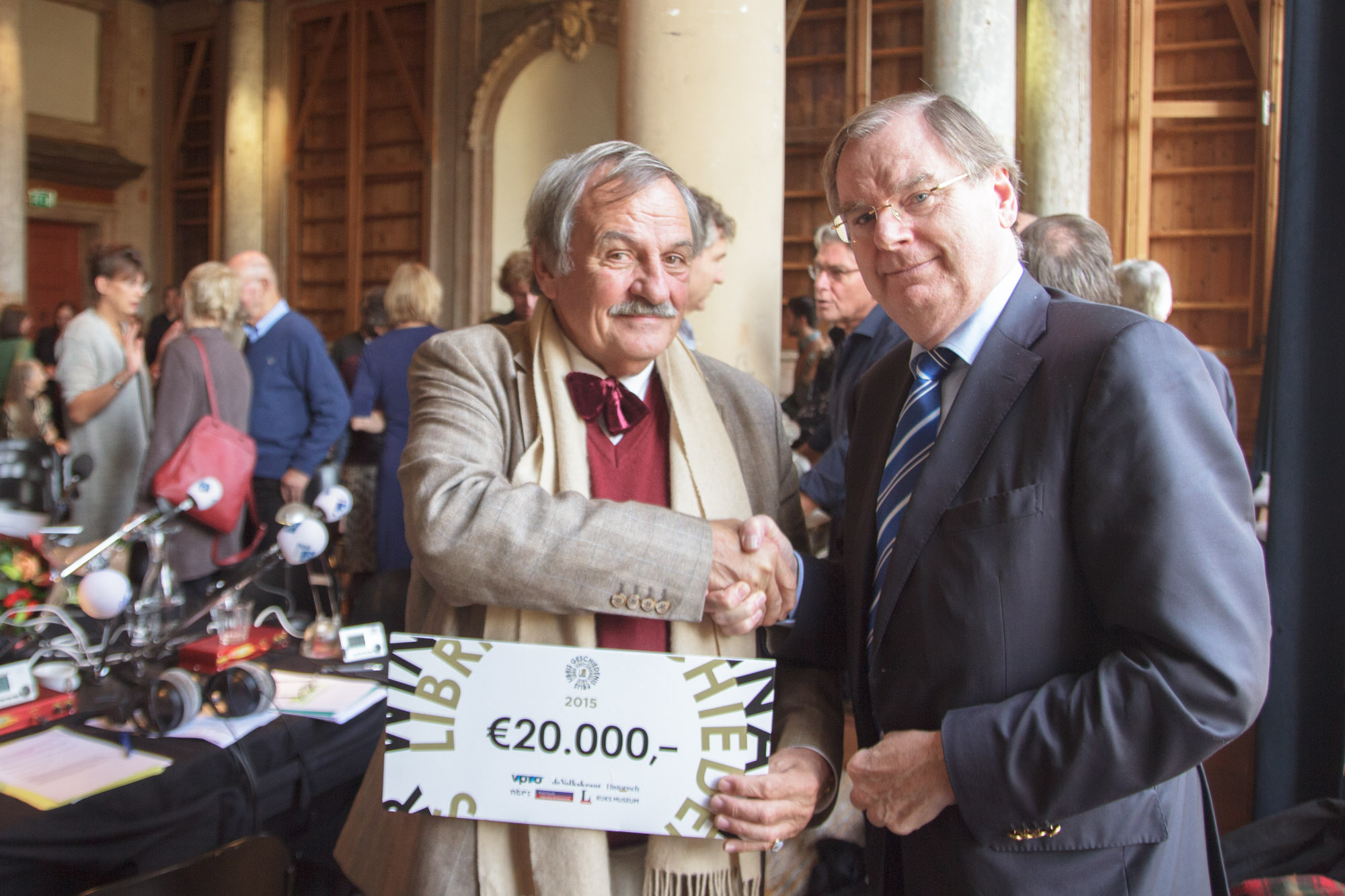
Münninghof -winnaar 2015
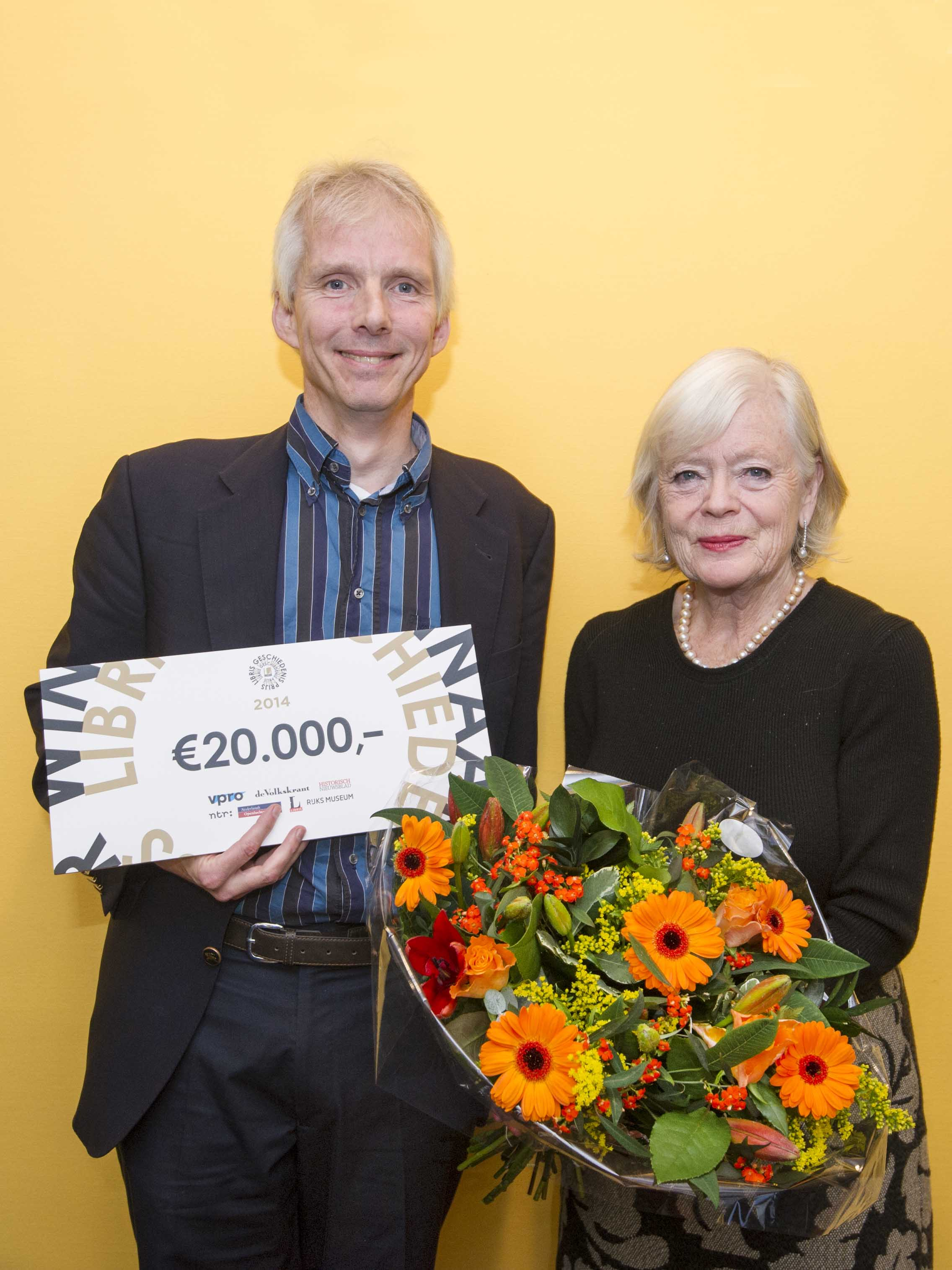
Van der Meulen -winnaar 2014
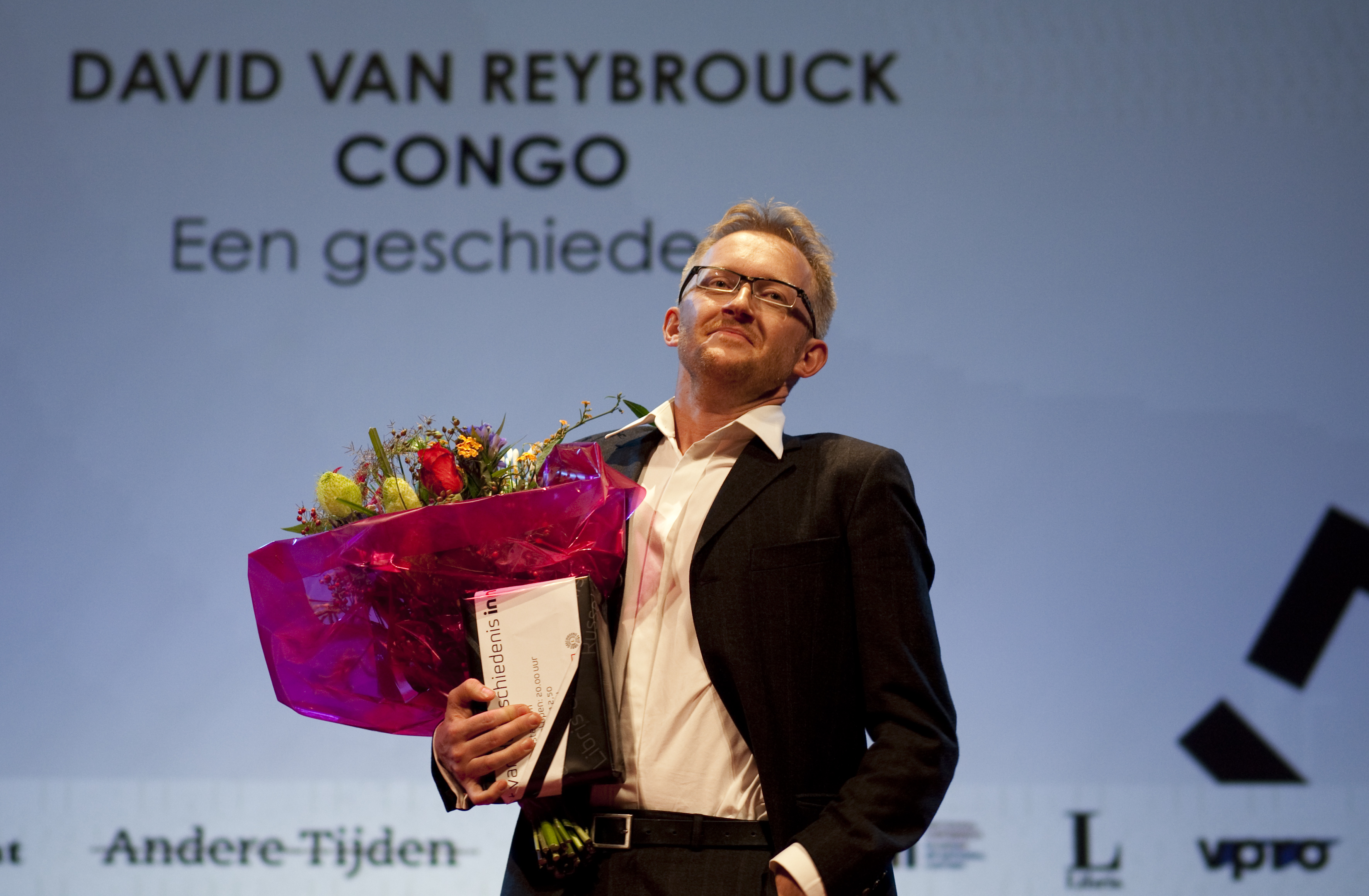
Van Reybrouck -winnaar 2010